# Żupania istryjska

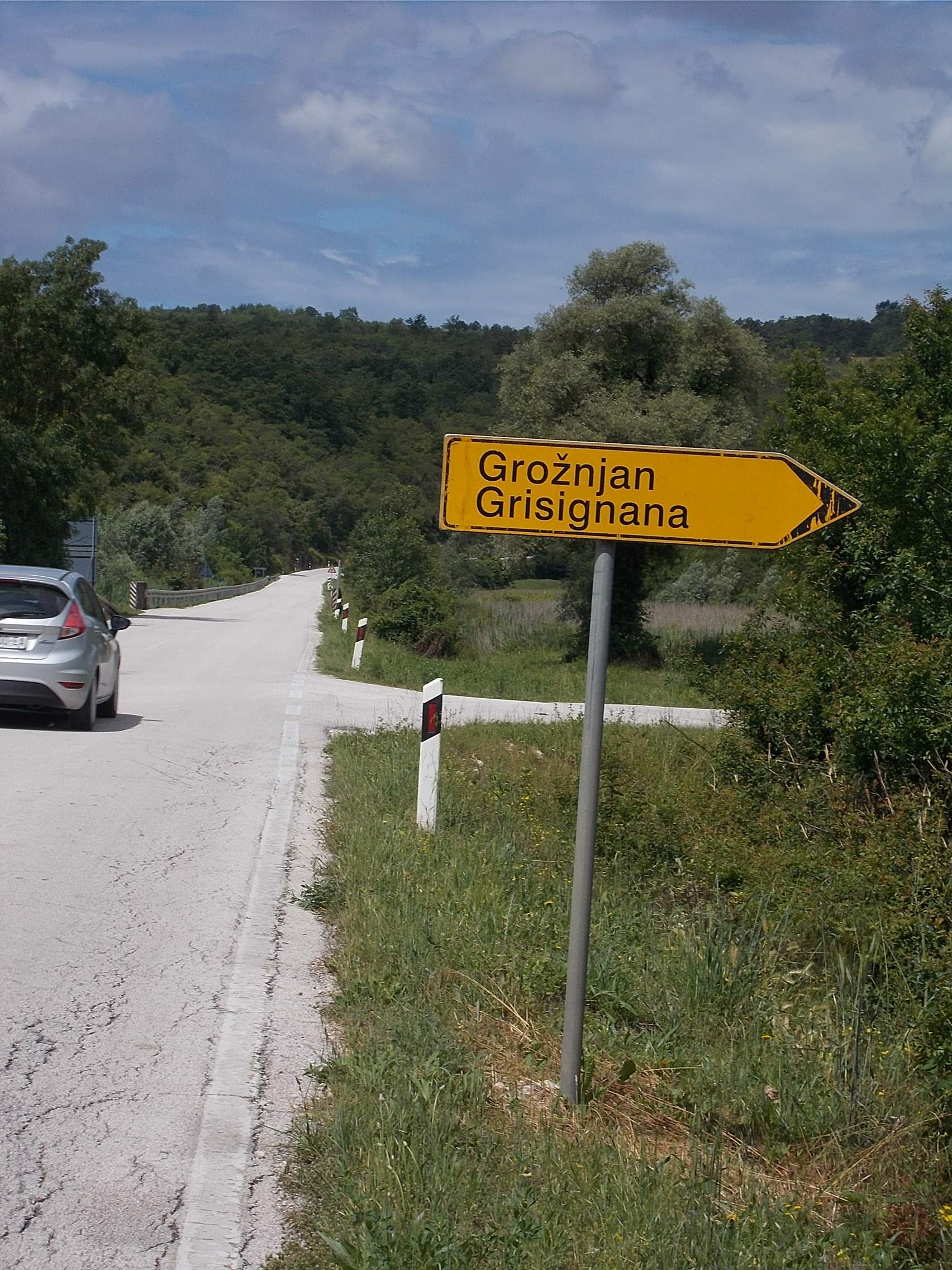
Kierunkowskaz do miejscowości Grožnjan/Grisignana w języku chorwackim i włoskim.

Żupania istryjska (hr. Istarska županija, wł. Regione istriana) – okręg położony w zachodniej części Chorwacji, na półwyspie Istria, gdzie zajmuje 2820 z 3160 km² powierzchni półwyspu. Największą mniejszością narodową są Włosi, dlatego nazwy miejscowości są dwujęzyczne. Stolicą administracyjną jest Pazin. W 2020 roku populacja żupanii wynosiła 210 083 osoby.

## Podział administracyjny
Żupania istryjska jest podzielona na mniejsze jednostki administracyjne:
- miasto Buje (Buie)
- miasto Buzet (Pinguente)
- miasto Labin (Albona)
- miasto Novigrad (Cittanova)
- miasto Pazin (Pisino)
- miasto Poreč (Parenzo)
- miasto Pula (Pola)
- miasto Rovinj (Rovigno)
- miasto Umag (Umago)
- miasto Vodnjan (Dignano)
- gmina Bale (Valle)
- gmina Barban (Barbana)
- gmina Brtonigla (Verteneglio)
- gmina Cerovlje (Cerreto)
- gmina Fažana (Fasana)
- gmina Funtana (Fontane)
- gmina Gračišće (Gallignana)
- gmina Grožnjan (Grisignana)
- gmina Kanfanar (Canfanaro)
- gmina Karojba (Caroiba del Subiente)
- gmina Kaštelir-Labinci (Castellier-Santa Domenica)
- gmina Kršan (Chersano)
- gmina Lanišće (Lanischie)
- gmina Ližnjan (Lisignano)
- gmina Lupoglav (Lupogliano)
- gmina Marčana (Marzana)
- gmina Medulin (Medolino)
- gmina Motovun (Montona)
- gmina Oprtalj (Portole)
- gmina Pićan (Pedena)
- gmina Raša (Arsia)
- gmina Sveti Lovreč (San Lorenzo del Pasenatico)
- gmina Sveta Nedelja (Santa Domenica)
- gmina Sveti Petar u Šumi (San Pietro in Selve)
- gmina Svetvinčenat (Sanvincenti)
- gmina Tar-Vabriga (Torre-Abrega)
- gmina Tinjan (Antignana)
- gmina Višnjan (Visignano)
- gmina Vižinada (Visinada)
- gmina Vrsar (Orsera)
- gmina Žminj (Gimino)